# Селець (Ковельський район)
Селе́ць — село в Україні, у Ковельському районі Волинської області. Населення становить 514 осіб. Входить до складу Турійської селищної громади.

## Географія
Село розташоване на лівому березі річки Турії.

## Історія
У 1906 році село Велицької волості Ковельського повіту Волинської губернії. Відстань від повітового міста 29 верст, від волості 2. Дворів 85, мешканців 559.
12 червня 2020 року, відповідно до розпорядження Кабінету Міністрів України № 708-р «Про визначення адміністративних центрів та затвердження територій територіальних громад Волинської області», увійшло до складу Турійської селищної територіальної громади.
19 липня 2020 року, в результаті адміністративно-територіальної реформи та ліквідації Турійського району, село увійшло до новоутвореного Ковельського району. 

## Населення
Згідно з переписом УРСР 1989 року чисельність наявного населення села становила 551 особа, з яких 280 чоловіків та 271 жінка.
За переписом населення України 2001 року в селі мешкало 511 осіб.

### Мова
Розподіл населення за рідною мовою за даними перепису 2001 року:
| Мова       | Відсоток |
| ---------- | -------- |
| українська | 99,22 %  |
| російська  | 0,58 %   |
| інші       | 0,20 %   |